# جين وي
جين وي (بالصينية: 金威)‏ هو مجدف صيني، ولد في 26 فبراير عام 1987.

## وصلات خارجية
- جين وي على موقع الاتحاد الدولي للتجديف (الإنجليزية)
- جين وي على موقع اللجنة الأولمبية الدولية (الإنجليزية)
- جين وي على موقع أوليمبيديا (الإنجليزية)
- جين وي على موقع اللجنة الأولمبية الصينية (الإنجليزية)